# Veste Otzberg

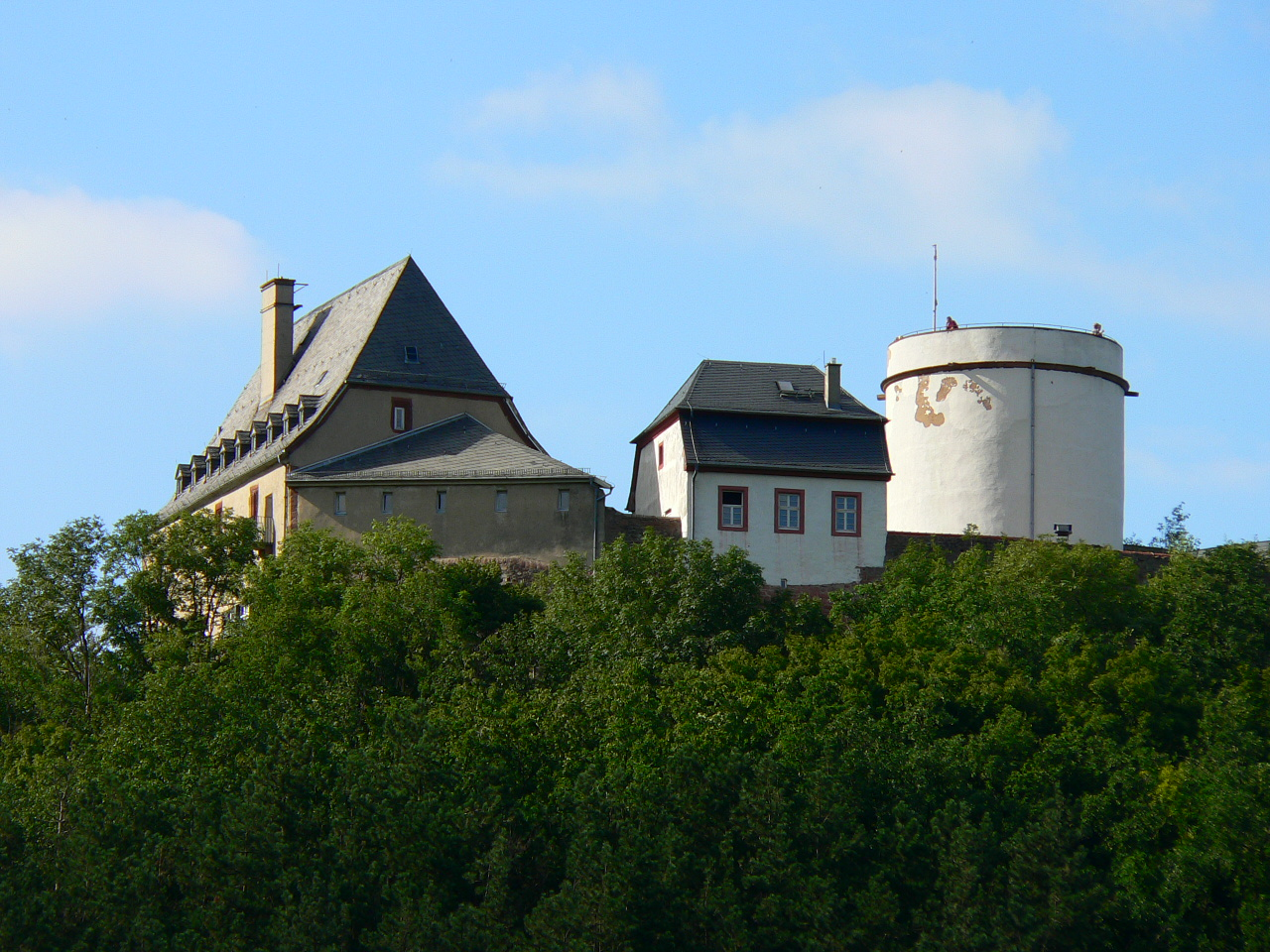
O Veste Otzberg visto de sudeste.

O Veste Otzberg é um castelo alemão do Estado do Hesse, situado no cume do monte homónimo, no Odenwald, 368 metros acima do nível do mar. No seu lado norte fica a aldeia de Hering, a qual emergiu a partir do pátio externo (vorburg) ou do assentamento humano do castelo. As histórias do castelo e da aldeia estão intimamente ligadas.

## História
A área em redor do Otzberg  pertencia, provavelmente, ao território que o rei Pepino doou em 766 ao Mosteiro de Fulda, juntamente com Groß-Umstadt.
O Veste Otzberg, provavelmente, foi construído entre o final do século XII e o início do século XIII.
Naquela época, o abade Markward I de Fulda protegia a propriedade monástica e construía castelos amplamente visíveis como um sinal da sua influência.
...Hier ist eine Stelle für eine Burg… (...Aqui está um lugar para um castelo…).

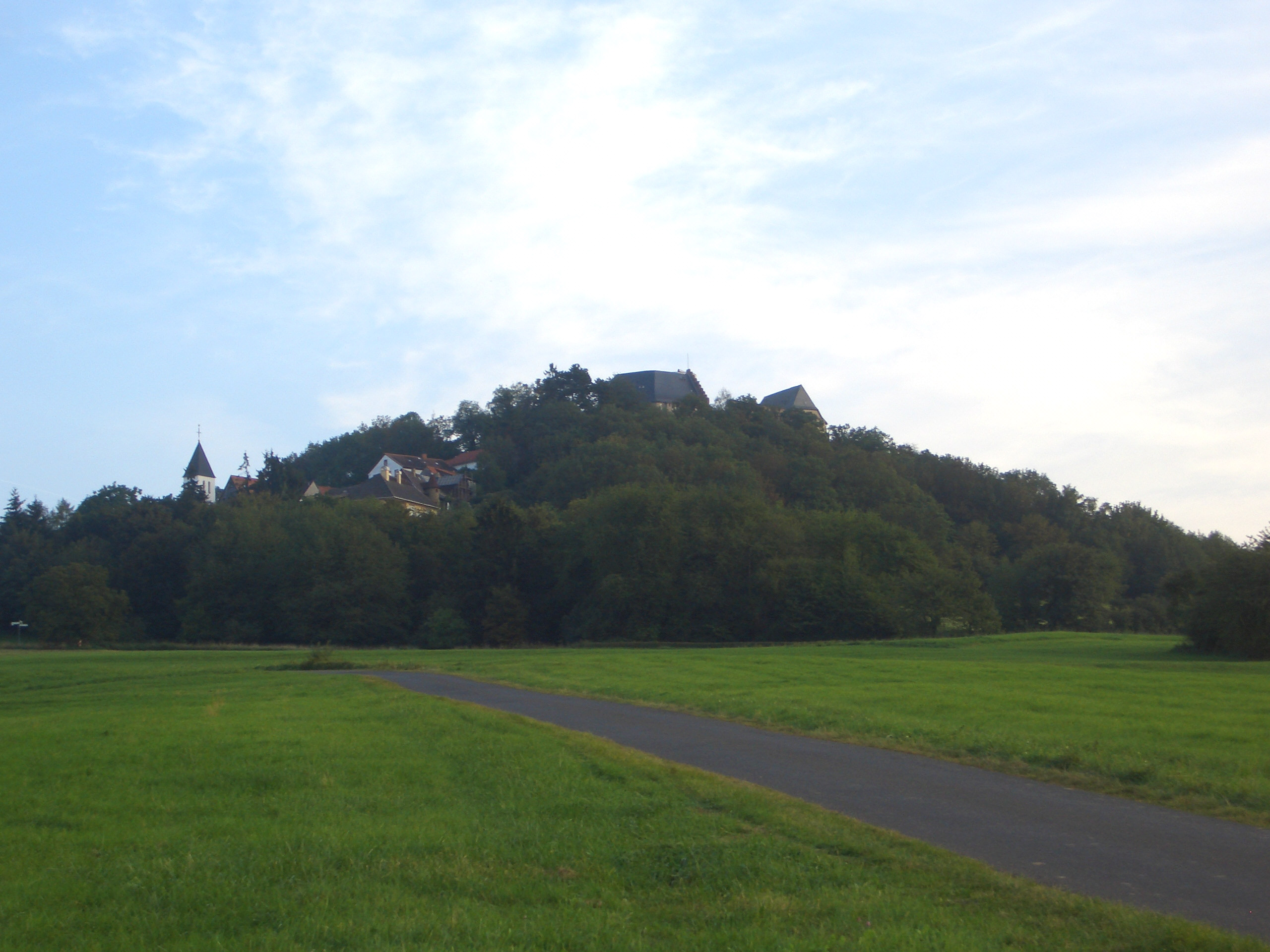
O Otzberg visto de norte.

Ele entregou o castelo a Conrado de Hohenstaufen, o irmão do imperador Frederico Barbarossa, como Vogt. O Hohenstaufen era Eleitor do Palatinato.
O castrum Othesberg foi mencionado pela primeira vez num documento em 1231. Neste documento, o Arcebispo de Mainz Siegfried III, enquanto gerente da Abadia de Fulda, garantia ao Conde Palatino Oto II o acordo firmado no início do ano, cujo conteúdo é desconhecido
1244 apareceram pela primeira vez os castellanos de odesbrech, castelões (burgmannen) do castelo de Otzberg. O sistema de defesa deve ter sido concluído até esse momento, de forma que cinco burgmannen poderiam ocupar as instalações juntamente com os seus servos. Os burgmannen ergueram na praça da aldeia de Hering as chamadas burgmannenhäuser (casas dos burgmannen). Destas, ainda se conserva parte da propriedade de Gans von Otzberg.

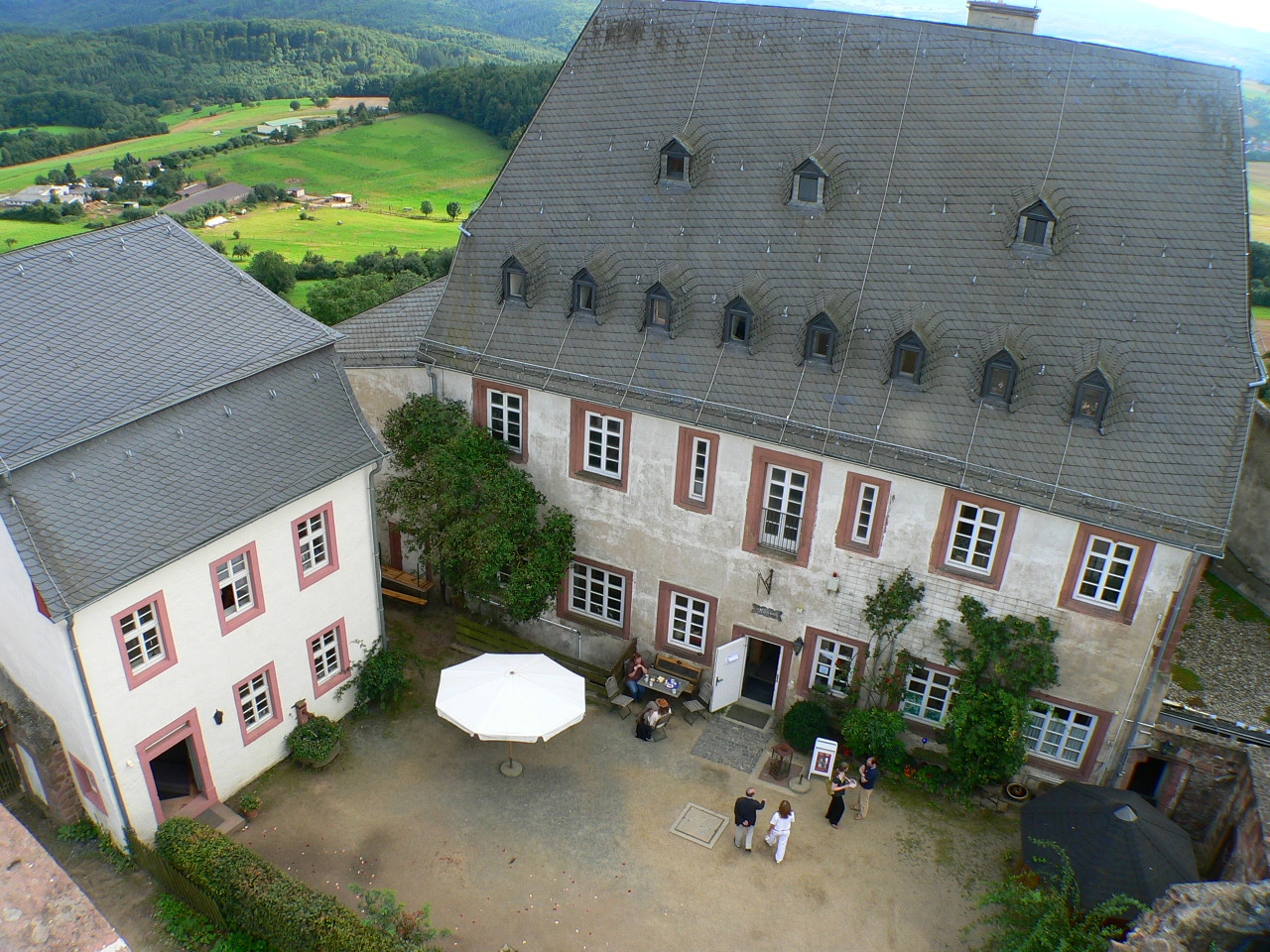
Palácio (à direita) e Korporalshaus (à esquerda).

No início do século XIV o Mosteiro de Fulda teve necessidade de recorrer à hipoteca, tendo o Príncipe-abade Heinrich VI de Hohenberg hipotecado, em 1332, o Veste Otzberg e a parte de Umstadt pertencente a Fulda, por 4600 libras heller, a Werner von Anevelt e Engelhard von Frankenstein, tendo os edifícios do Veste Otzberg sido excutados por 200 libras.
Fulda resgatou a propriedade em 1374, mas, no mesmo ano, hipotecou de novo o castelo e a aldeia (Otsperg die burg, Heringes die stat darundir), assim como metade de Umstadt, por 23.875 guldens, a Ulrico IV de Hanau, que realizou novamente trabalhos de construção no castelo por 400 guldens.
Em 1390, o mosteiro Otzberg e Hering, assim como metade de Umstadt com o penhor de Hanau, foi vendido, por um montante agora elevado para 33.000 guldens, ao Conde Palatino Ruperto II.

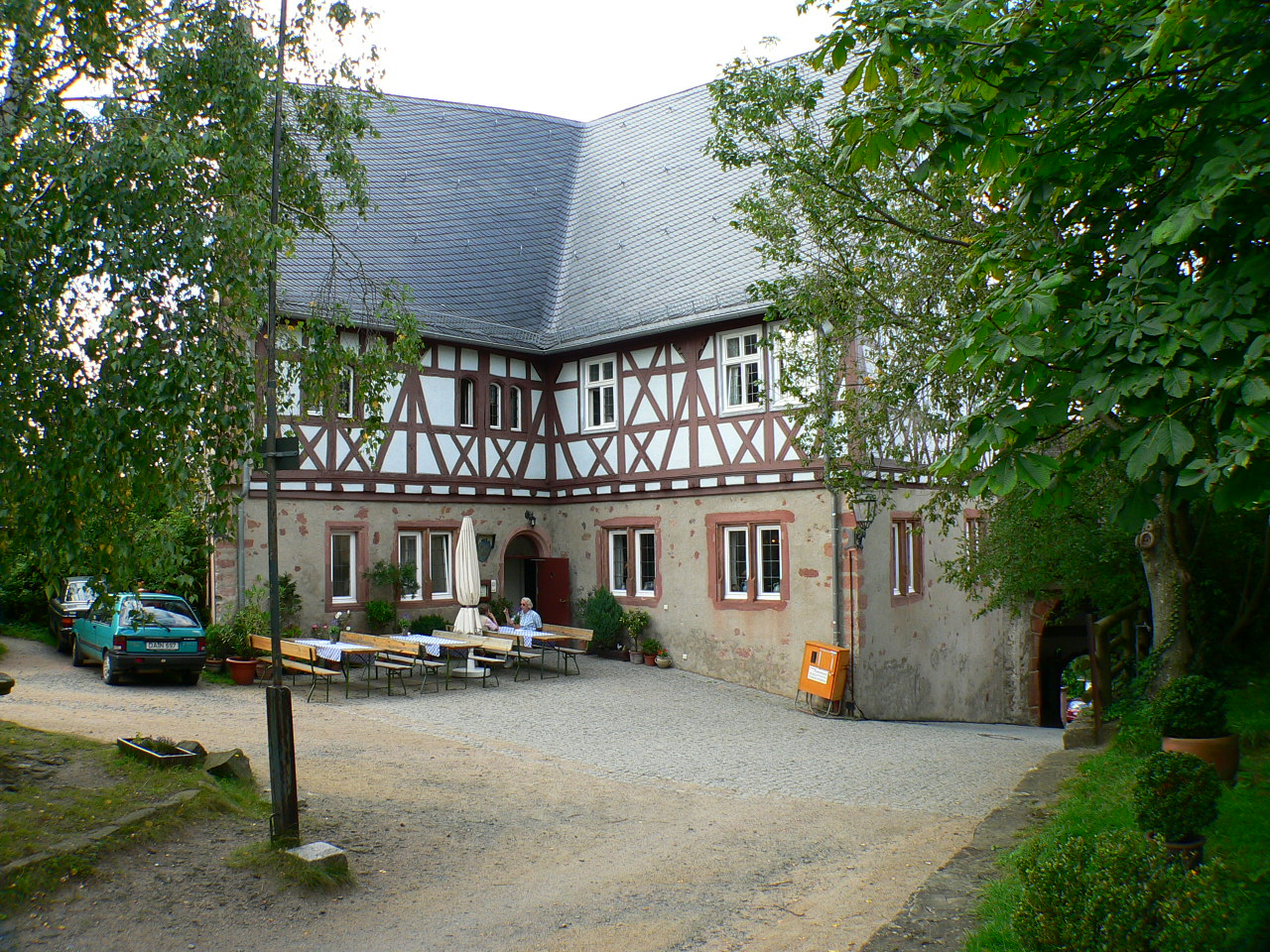
Casa do Comandante (Kommandantenhaus).

Em 1504, a Rixa Bávara também foi travada, em parte, em Otzberg. Na disputa pela sucessão de Landshut, o Imperador Maximiliano I declarou, por uma acta imperial (Reichsacht), a ruptura da paz contra o Conde Palatino Filipe. O conde Guilherme II de Hesse conduziu os militares ao Veste Otzberg. Após a Dieta de Constança (Reichstag von Konstanz), reunida em 1507, o Eleitorado do Palatinato recuperou o gabinete (Amt) de Otzberg e não entregou mais a sua posse. No entanto, a tecnologia de armamento mudou, pelo que o Veste já não podia ser defendido apenas pelos burgmannen. A partir de 1511 foi construído um zwinger, o anel de muralhas interno foi reforçado e uma nova portaria erguida.
Em meados do século XVI também foi construída uma muralha de pedra em volta do pátio de entrada (Vorburg - correspondente à aldeia de Hering).

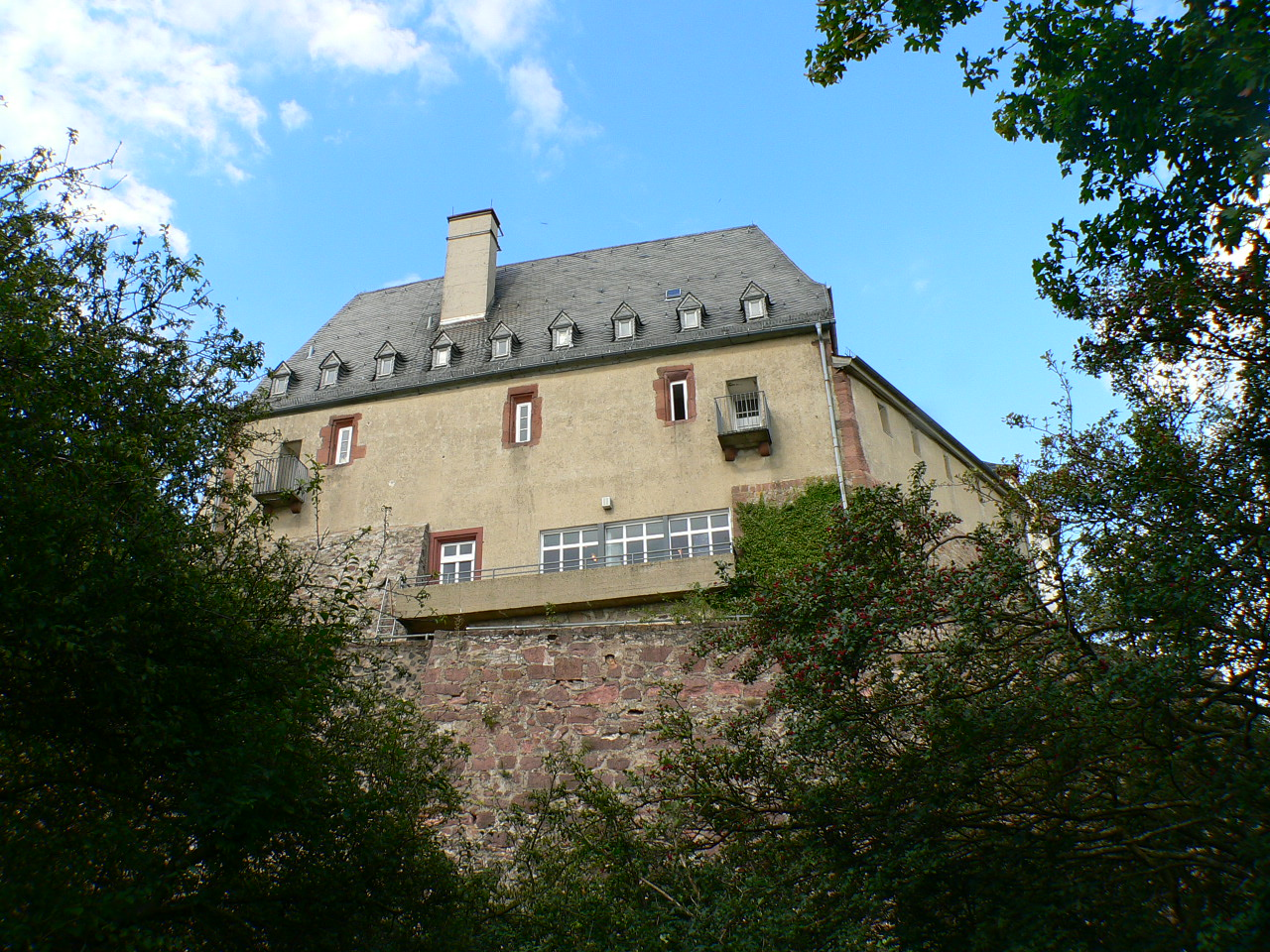
O palácio visto de sul.

Em 1621, durante a Guerra dos Trinta Anos, foi aquartelada na área de Otzberg-Umstadt uma corporação bávara com 2.000 homens, assim como tropas espanholas e imperiais, as quais sitiaram o Veste Otzberg. Um ano depois, em 1622, a guarnição do castelo capitulou. Em 1623, o Veste e o Amt Otzberg, assim como metade de Umstadt, foram devolvidos a Hesse, que os recebeu como indemnização pelos danos de guerra sofridos.
Em 1647, os franceses tomaram a fortaleza. Esatabeleceram-se no castelo e serviram-se dos alimentos restantes. Com a Paz de Vestfália, Otzberg voltou em 1648 para o Palatinado.
Embora na guerra com os franceses todo o Palatinado estivesse em mãos francesas, os Amt de Otzberg e de Umstadt permaneceram ambos na cura palatina. Em seguida, o arquivo palatino foi guardado no Veste Otzberg, a partir do qual puderam ser comprovadas as reivindicações de posse para um novo começo.

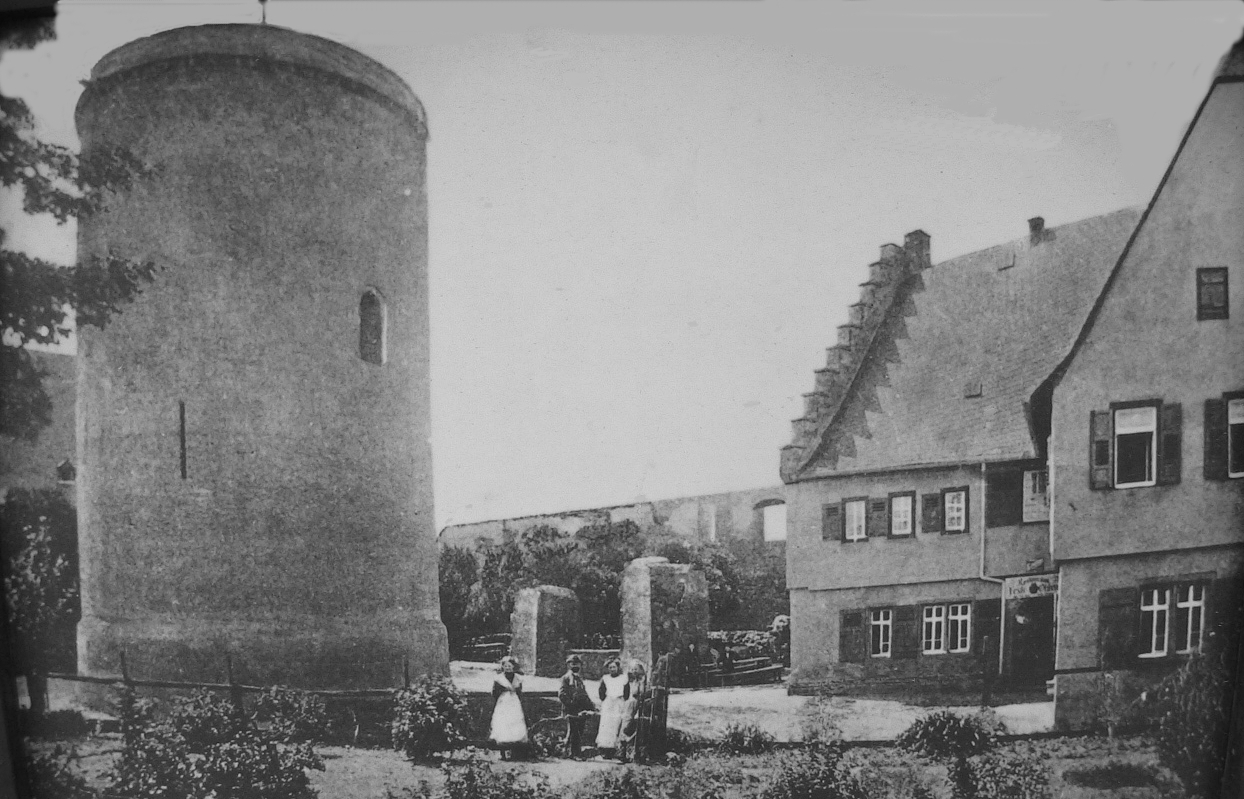
Aspecto do pátio interior em 1900.

Com a estabilização da situação política, o Veste Otzberg tinha perdido o seu significado militar para o Palatinado. A partir de 1711, os soldados activos foram gradualmente substituídos por inválidos, de modo que a partir de 1720, o Veste Otzberg era representado por uma guarnição completamente inválida, que guardava um grupo de prisioneiros.
Em 1802, o Veste passou do Oberamt Otzberg palatino para o Hesse-Darmstadt, que o usou como prisão estadual a partir de 1803.
Em 1818, o Veste Otzberg ficou como um local abandonado.
No dia 25 de Julho de 1826 foi publicado um decreto do Ministério das Finanças em Darmstadt, segundo o qual se tomavam a Toore do Veste, a Casa do Comandante (Kommandantenhaus) com  os estábulos, a habitação do médico (Arztwohnung), o celeiro no mercado, a casa do poço (Brunnenhaus) e a Nova Caserna (Bandhaus). Todos os edifícios deviam ser vendidos para demolição.
Em 1921, a Bandhaus foi ampliada de forma a poder abrigar uma pousada da juventude.
Na década de 1950 existia um gabinete florestal e um restaurante na Kommandantenhaus. Este edifício continuou compartilhado por aquelas duas entidades até meados da década de 1960, quando, após uma mudança de inquilinos, continuou apenas como restaurante.
A partir de 1985, o acervo do museu "Colecção de Folclore no Hesse" (Sammlung zur Volkskunde in Hessen) foi transferido para a Bandhaus. Em 1996, a Casa Corporal (Korporalshaus) foi reconstruída. Desde então, é usada como edifício museulógico e como registo civil do município de Otzberg.

## Militar
Os moradores foram desde o início soldados; no século XIV viveram lá seis homens, enquanto em 1471 se falava de 14 pessoas. Tropas mercenárias especializadas chegaram no século XVI, no período em que a propriedade foi desenvolvida para um castelo bem fortificado.

## Descrição

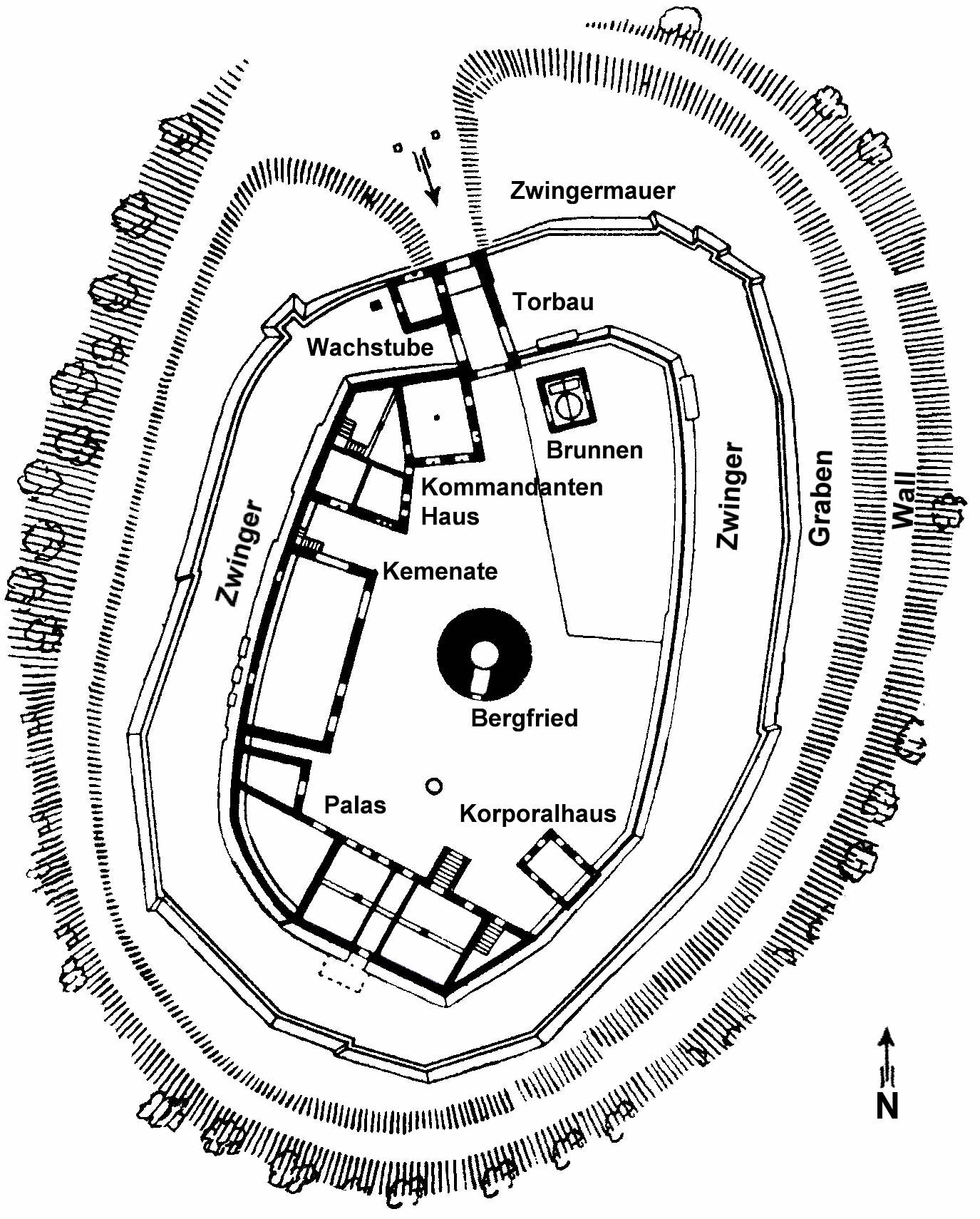
Planta do Veste Otzberg.

O aspecto da fortaleza é marcado pelo duplo anel de muralhas construído no século XVI, que descreve uma forma oval, e pela torre de menagem (Bergfried), de origem românica. O carácter é, ainda, o de uma fortaleza do período após a introdução da artilharia, estando completamente ausentes as típicas características de castelo com silhueta de torres.

### Torre de menagem (bergfried)
A torre de menagem (Bergfried), conhecida popularmente como Weiße Rübe ("nabo"), é o edifício mais antigo do Veste Otzberg. Do Weißen Rübe, com os seus 17 metros de altura, pode ver-se, em dias agradáveis, todo o Distrito de Darmstadt-Dieburg até Frankfurt am Main e à Cordilheira do Taunus.

### Poço
O poço do castelo, na passagem desde cerca de 1320, é um dos mais profundos poços no Hesse. De acordo com escavações recentes, a profundidade do poço é estimada em apenas 50 metros. Ao lado está a roda dentada de 1788, que facilitava muito a extracção de água naquela época.

### Casa do Comandante (Kommandantenhaus)
A Casa do Comandante (Kommandantenhaus), onde hoje se encontra o restaurante do castelo, foi criada em 1574, juntamente com vários outros edifícios novos.

### Palácio (Palas)
O Palácio (Palas) abriga o Museu Otzberg – Colecção de Folclore no Hesse.

### Kemenate/Caserna
O antigo Kemenate (pavilhão aquecido) foi mais tarde usado como caserna. Foi destruída devido à disposição de demolição hessiana (hessischen Abrissverfügung) de 1806, sendo um dos poucos edifícios do Veste Otzberg a que isso aconteceu. Hoje, apenas as fundações são visíveis.

### Casa Corporal (Korporalshaus)
A Casa Corporal (Korporalshaus) foi reconstruída em 1996, servindo como sala de casamento do município de Otzberg.